# العدد المطلوب للضرر

المجموعة المعرضة لعامل خطر (على اليسار) لديها خطر متزايد لحدوث نتيجة سلبية (أسود) مقارنة بالمجموعة غير المعرضة (على اليمين). يجب أن يتعرض 4 أفراد لحدوث نتيجة سلبية واحدة (NNH = 4).

في الطب، يعني العدد المطلوب للضرر ( NNH ) هو مقياس وبائي يشير إلى عدد الأشخاص في المتوسط الذين يحتاجون إلى التعرض لعامل خطر خلال فترة زمنية محددة للتسبب في ضرر في المتوسط لشخص واحد لم يكن ليتعرض للأذى لولا ذلك. يتم تعريفه على أنه معكوس الزيادة المطلقة في المخاطر. بشكل بديهي كلما كان العدد المطلوب لإحداث الضرر أقل، كان عامل الخطر أسوأ، حيث أن الرقم 1 يعني أن كل شخص معرض للضرر يتعرض للأذى.

يتم حسابه على النحو التالي: {\displaystyle 1/(I_{e}-I_{u})}، أين {\displaystyle I_{e}} هو معدل الإصابة في المجموعة المعالجة (المعرضة) و {\displaystyle I_{u}} هو معدل الإصابة في المجموعة الضابطة (غير المعرضة). 
العدد المطلوب للضرر مشابه للرقم المطلوب للعلاج (NNT)، حيث يشير NNT عادة إلى نتيجة علاجية إيجابية وNNH إلى تأثير ضار أو عامل خطر.
المقاييس الهامشية:
- NNT للحصول على نتيجة مفيدة إضافية ( NNTB )
- NNT لنتيجة ضارة إضافية ( NNTH )

تستخدم أيضًا. 

## الصلة
إن العدد المطلوب للضرر هو مقياس مهم في الطب المبني على الأدلة ويساعد الأطباء على تحديد ما إذا كان من الحكمة المضي في علاج معين قد يعرض المريض للأضرار مع توفير فوائد علاجية. إذا كانت نقطة النهاية السريرية مدمرة بدرجة كافية بدون الدواء (على سبيل المثال الموت أو النوبة القلبية )، فقد تكون الأدوية ذات NNH المنخفضة مفيدة في مواقف معينة إذا كان NNT أصغر من العدد المطلوب للضرر.[بحاجة لمصدر] ومع ذلك، هناك العديد من المشاكل الهامة مع العدد المطلوب للضرر، والتي تنطوي على التحيز والافتقار إلى فترات الثقة الموثوقة، فضلاً عن الصعوبات في استبعاد إمكانية عدم وجود فرق بين معالجتين أو مجموعتين.